# Tarphius serranoi
Tarphius serranoi Borges, 1991 é uma espécie de coleópteros da família Zopheridae endémica na ilha de Santa Maria, Açores.